# Palais
Pour les articles homonymes, voir Palais (homonymie) et Palazzo (homonymie).
Pour les articles ayant des titres homophones, voir Palet et Paley.
Un palais peut être :

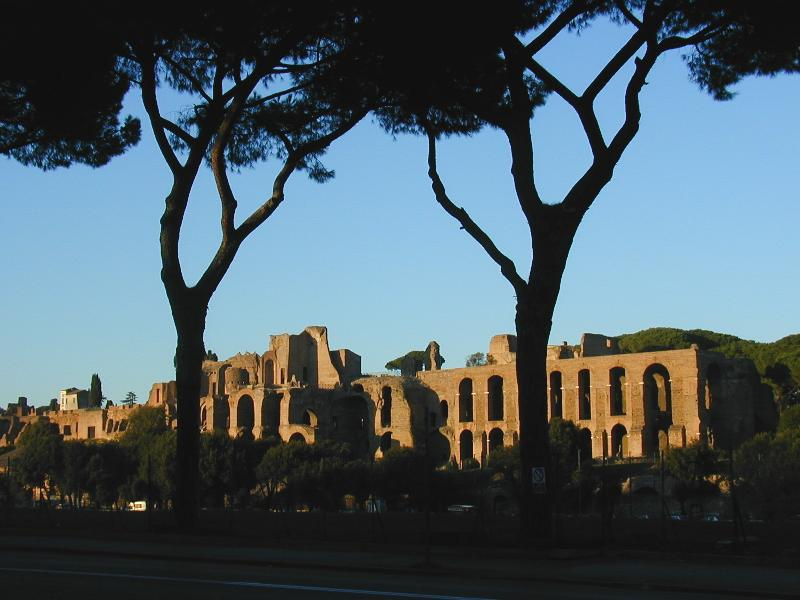
Le mont Palatin d'où dérive le nom.

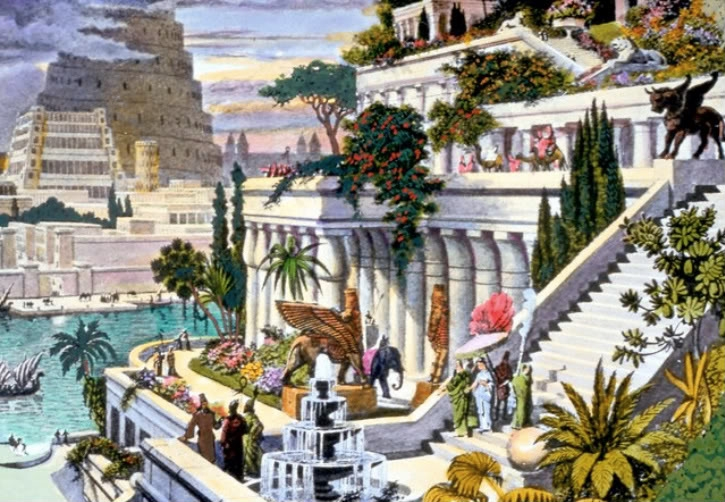
Gravure coloriée à la main, probablement réalisée au XIXe siècle après les premières fouilles dans les capitales assyriennes, représente les légendaires jardins suspendus, avec la Tour de Babel en arrière-plan.

- le lieu de résidence urbaine d'un personnage important, vivant un train de vie princier ou fastueux ;
- le siège d'une institution publique, dans lequel se déroule l’exercice du pouvoir[Note 1] ;
- au figuré, une exagération flatteuse pour un manoir ou une grande propriété.

Il faut noter la différence entre le palais et le château. À l'origine, le château était le domicile du protecteur de la région. Il avait donc une utilité protectrice. Le palais représentait le pouvoir d'un homme politique, économique ou autres. Par la suite, l'appellation de palais fut réservée à une résidence urbaine, alors que le château était généralement rural : ainsi on parle du palais du Louvre ou du Palais-Royal, mais des châteaux de Versailles ou de Fontainebleau.
Ces palais servaient tant au prestige du prince, roi ou empereur, que pour la vie de courtisans qui gravitaient autour de lui. Fréquemment, ils ont des jardins d'apparat dont la taille peut être impressionnante et procède également du prestige du maître de céans.

## Étymologie
Le terme de palais, que l'on retrouve dans la plupart des langues européenne (Palácio en portugais, Palast en allemand, palace en anglais, palacio en espagnol, palazzo en italien, palác en tchèque), dérive du nom en latin de la colline palatine à Rome (Palatium), où à l'époque impériale se développèrent les structures de la résidence officielle des empereurs (Domus Augustana). Le nom de la colline devint par antonomase celui de toutes les résidences royales et princières.

## Histoire

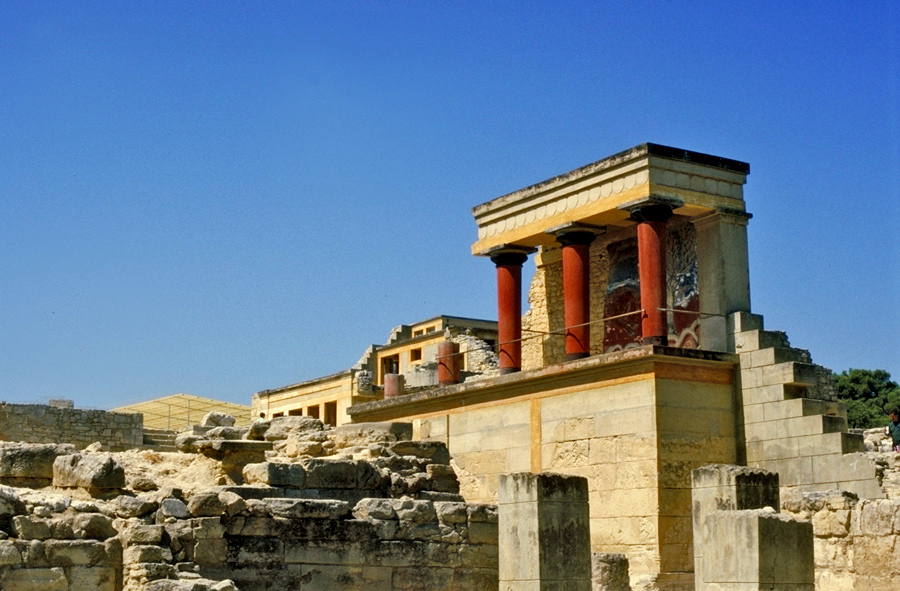
Le palais de Minos, à Cnossos, île de Crète, est une des architectures palatines les plus anciennes disponibles en Europe.

Les premiers palais, résidences royales et en même temps centre des activités économiques, politiques et religieuses, remontent aux sociétés palatiales (it) de l'âge du bronze, de l'ancienne Mésopotamie, de Égypte antique et de la civilisation minoenne puis mycénienne. Outre la résidence des souverains, le palais accueillait aussi les entrepôts, les archives et les lieux de culte.
Dans les temps anciens, les résidences des souverains hellènes avaient des caractéristiques similaires, tandis que les grandes villas suburbaines de l'aristocratie sénatoriale romaine et de la famille impériale, au centre de vastes propriétés agricoles, furent essentiellement des centres résidentiels et économiques, tandis que les autres fonctions administratives se déroulaient dans des bâtiments publics appropriés.
- Sites palatiaux de la civilisation minoenne : Cnossos, Phaistos, Malia, Zakros (Crète) ;
- Mésopotamie : Palais mésopotamiens, palais assyriens et palais de Babylone ;
- Égypte : palais pharaoniques.
- Grèce et Rome : palais gréco-romains.

### Moyen Âge
Le principal modèle en termes de palais durant le Moyen Âge peut être considéré comme le Grand Palais de Constantinople, à l'origine un palais antique inspiré du Palatin de Rome, qui a ensuite beaucoup évolué au cours des siècles. En Occident c'est le palais de Charlemagne d'Aix qui sert de prototype durant le Moyen Âge. Celui-ci est constitué de la trilogie architecturale carolingienne typique : la grande salle seigneuriale (aula (la), hall (en)), appelée aussi salle de réception ou salle de banquet (lieu de réception, de justice, d'apparat et de vie), qui est directement inspiré des aula regia romaines (Rome, Trève), la chapelle (capella (la), construite par Eudes de Metz, il s'agit d'un lieu de prière mais aussi de clergie, c'est-à-dire de savoir latin grâce à sa bibliothèque liturgique) et la partie domestique résidentielle (camerae (la), appartements privés destinés à la mesnie), notamment la chambre aux dames (correspondant au gynécée antique).
Compte tenu de l'époque peu sûre et ravagée par les guerres et les calamités, la construction la plus en vogue est le château fort, dont la fonction principale est la protection et non l'agrément. Les princes dirigent leurs campagnes de guerre, et ne vivent à la cour que l'hiver. Les châteaux fortifiés devinrent les résidences des seigneurs féodaux, centre de défense d'un territoire, pendant que les plus importantes familles citadines habitaient dans les maisons-tours des centres urbains, symbole de puissance et de richesse, et les institutions communales érigeaient les palais communaux. La nécessité défensive apaisée, les châteaux et les palais urbains s'enrichirent d'œuvres d'art, qui avec la splendeur des façades, donnant souvent sur les places, offrirent une image de la puissance de la famille.
Cependant, au début du XIVe siècle, dans une société plus pacifiée, le palais refait son apparition, donnant naissance à quelques chefs-d'œuvre du gothique, dont le plus bel exemple était le palais de la Cité à Paris, construit par Philippe le Bel et dont les restes donnent un aperçu de sa splendeur à son apogée. Avec la guerre de Cent-Ans, néanmoins, les fortifications redeviennent nécessaires, et on assiste à la construction de véritables « palais-forteresses » pour les grands princes. Ainsi, Bertrand de Goth, devenu le pape Clément V, construisit pour lui et sa famille une suite de "palais-forteresses" : le Villandraut, le Roquetaillade, le Fargues ; autres exemples sont le château de Nantes, le palais du pape à Avignon.

### Renaissance

#### En Italie
Le château est le symbole du pouvoir pour le prince et pour ses sujets. Machiavel et certains humanistes de la Renaissance l'associent à la tyrannie. Selon le philosophe florentin, seul un prince qui craint son peuple se réfugie derrière des murs. Leon Battista Alberti considère que les forteresses construites en marge de la ville sont les demeures des tyrans, haïes du peuple. Le bon prince ne craint pas ses sujets et installe son palais au centre de la ville. Le palais, ouvert à tous, comme celui d'Urbino et de Ferrare, brille par sa splendeur et sa complexité. Il aménage des parcours publics et privés, des jardins secrets et des appartements luxueux pour le plaisir et l'honneur du prince condottiere.
Les palais conçus par Bramante, tel le palais Caprini édifié au début du XVIe siècle, et l'arcade superposée du type Colisée, employée soit séparément soit en combinant façade et cour, sont les éléments fondamentaux du palais italien des quatre siècles suivants.

### Ancien Régime
- France :
  - Palais de la Cité, aujourd'hui affecté au Palais de justice de Paris ;
  - Palais du Louvre, aujourd'hui affecté au musée du Louvre ;
  - Palais des Tuileries, à Paris, aujourd'hui détruit et qui reliait les deux ailes du palais du Louvre ;
  - Palais-Royal, à Paris.

- Îles Britanniques :
  - Palais de Whitehall ;
  - Palais de Buckingham ;
  - Palais de Kensington ;
  - Palais de Saint-James : les manoirs de province y furent édifiés par les grands propriétaires terriens, représentatifs d'une certaine classe aristocratique des barons britanniques. Ils portent le nom de palais, qui en anglais ne possède pas le même sens qu'en français et ne se situent pas nécessairement à la ville ;
  - Voir : châteaux britanniques.

- Pays germaniques :
  - Palais Schwarzenberg, Vienne ;
  - Palais Holnstein, Munich ;
  - Neues Palais, Potsdam.
- Russie :
  - Palais d'Hiver, Saint-Pétersbourg ;
  - Palais Menchikov, Saint-Pétersbourg ;
  - Peterhof, Saint-Pétersbourg.

### Palais duNouveau Monde
- Argentine : Casa Rosada ;
- Canada : Rideau Hall, Casa Loma ;
- Chili : Palacio de la Moneda ;
- États-Unis : Maison-Blanche (D.C.), Hearst Castle, (CA).

### Autres palais
- Palais du Vatican, siège du pape ;
- Palais Rohan à Strasbourg ;
- L'Alhambra de Grenade ;
- Les palais d'Arabie saoudite ;
- Les palais royaux et princiers d'Indonésie ;
- Les palais royaux du Maroc ;
- Le grand palais de Thaïlande.
- Les palais royaux d’Algérie ;
  - Tous les articles commençant par « Palais ».

### Galerie

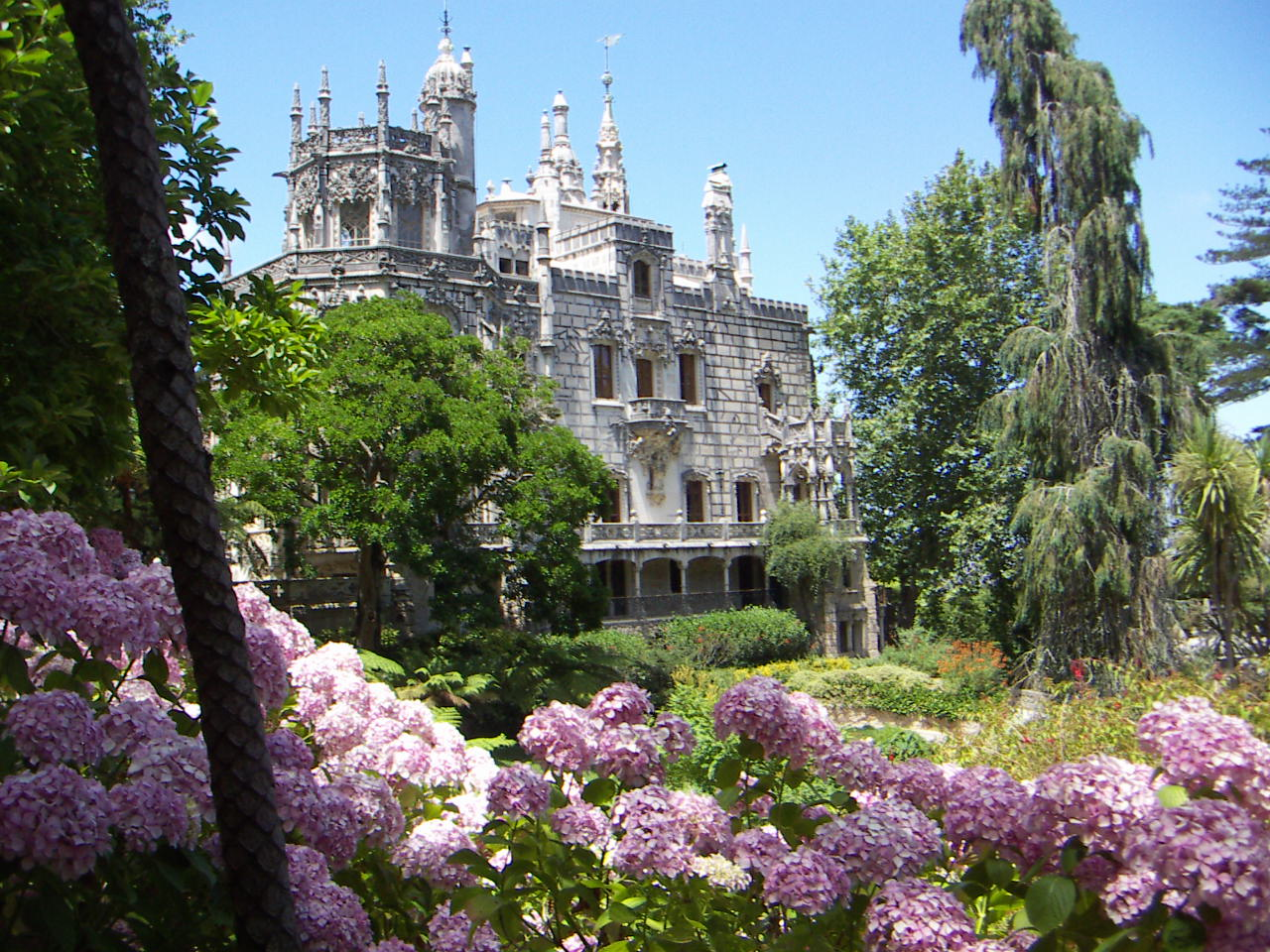
Résidence palatiale portugaise de la Regaleira, à Sintra (d'architecte : Luigi Mannini, 1904–1910).
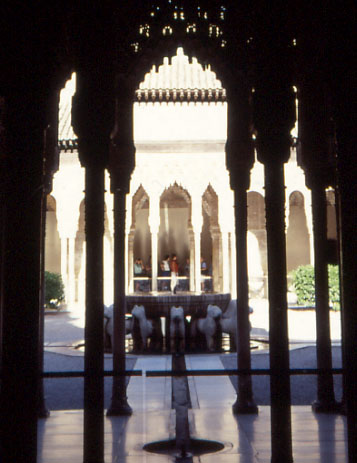
La civilisation islamique, dans son expression andalouse aux façades incrustées de stuc peint.
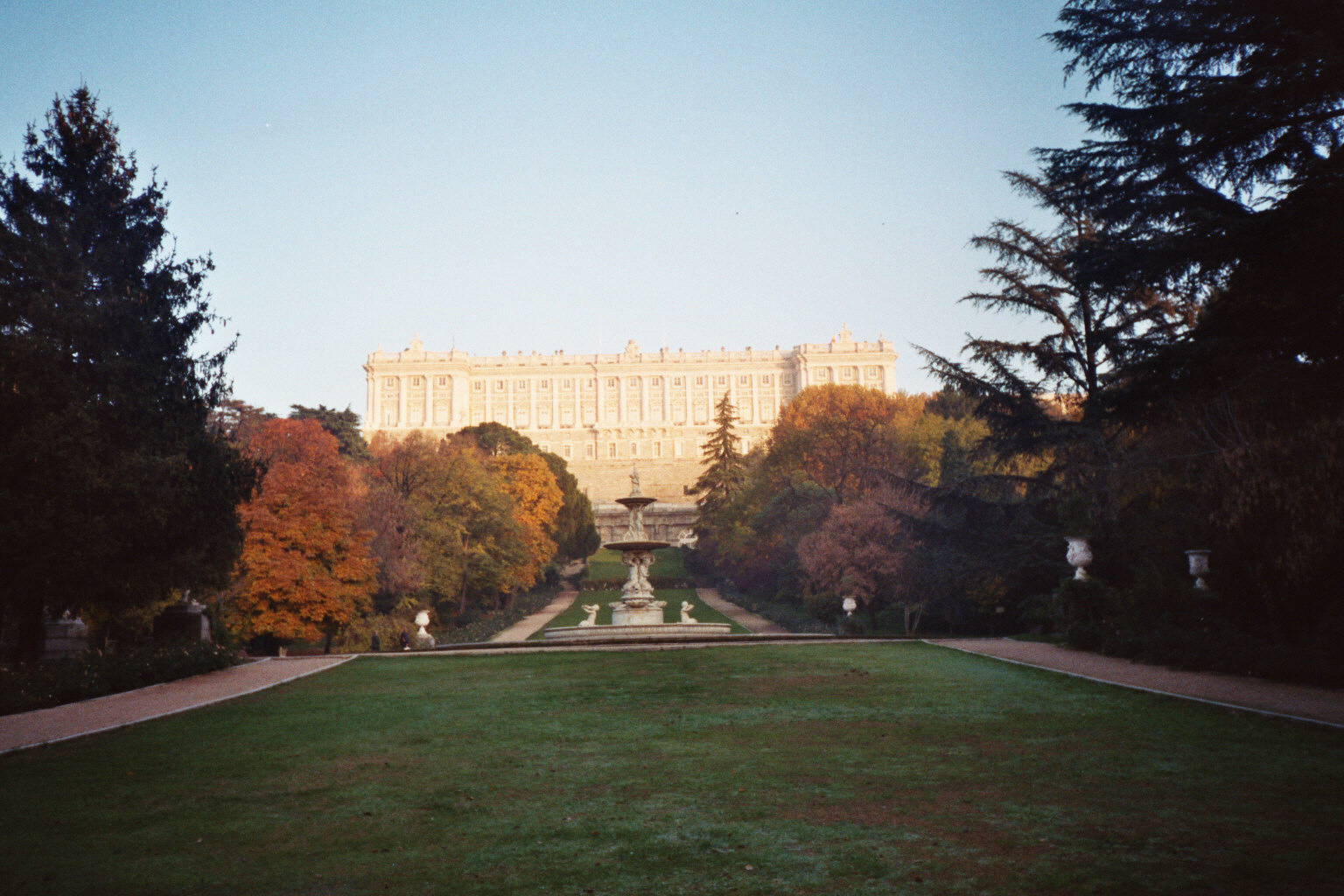
Jardins du campo del Moro, offrant perspective au palais royal, en plein cœur de Madrid.
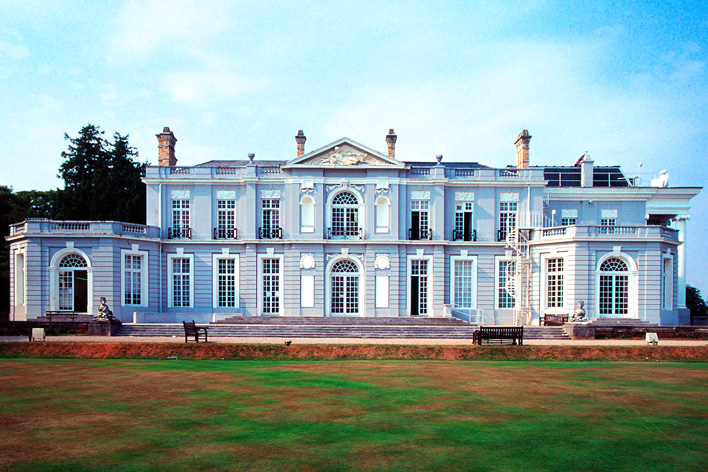
En Grande-Bretagne : châteaux anglais ou stately homes (en).
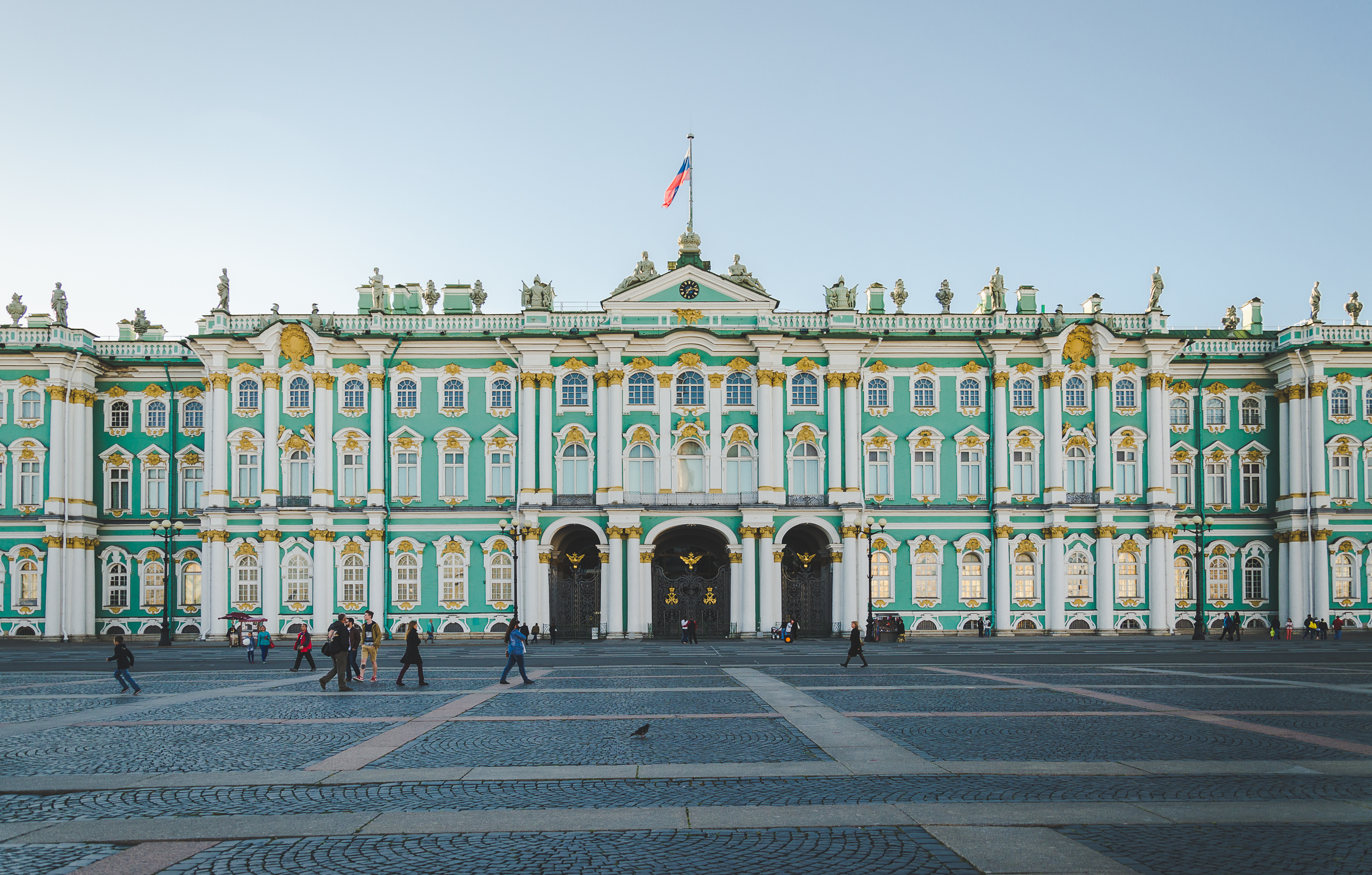
Le palais d'Hiver.
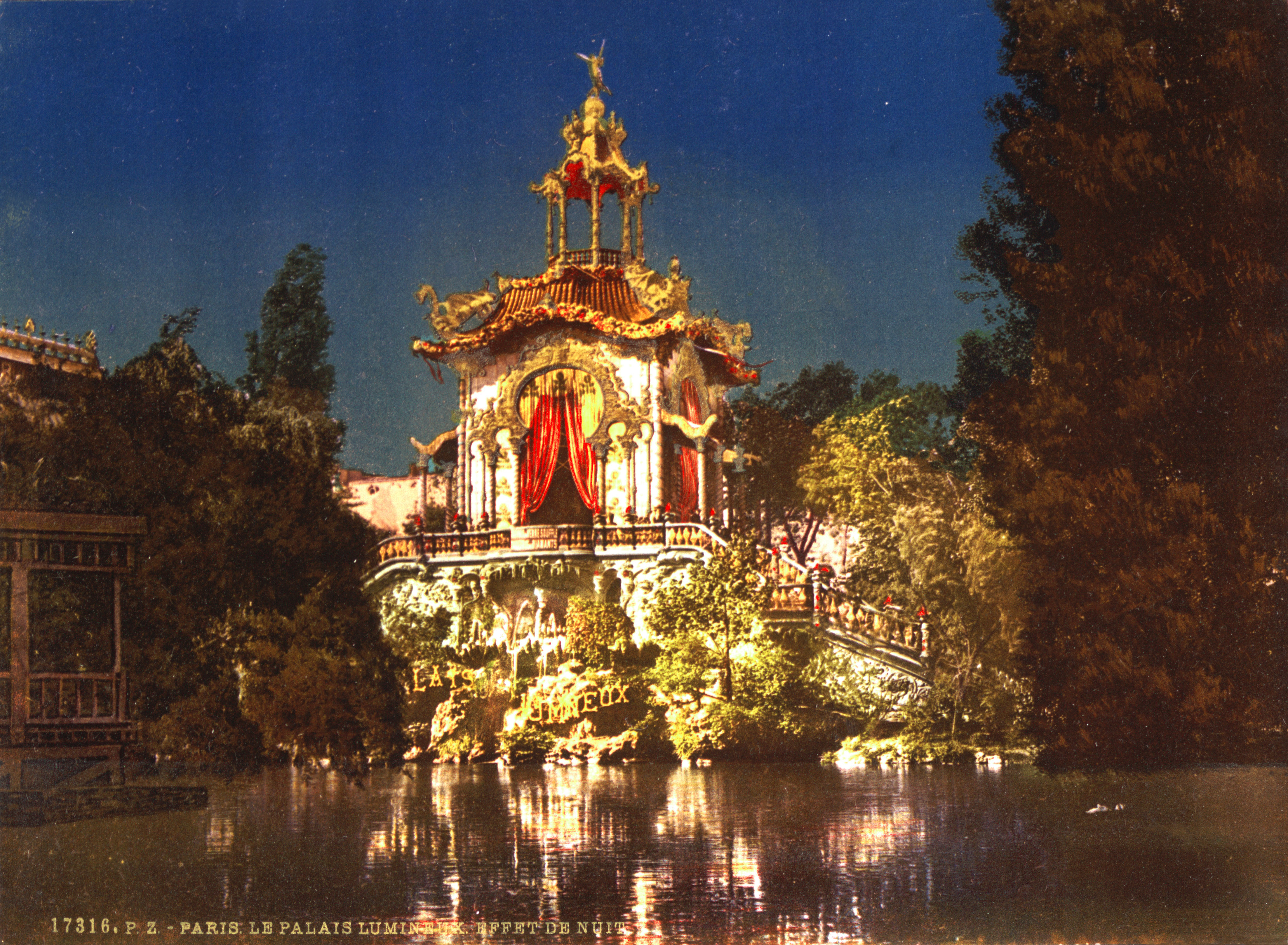
Représentation des effets de nuit au Palais Lumineux, attraction de l'exposition de Paris en 1900.
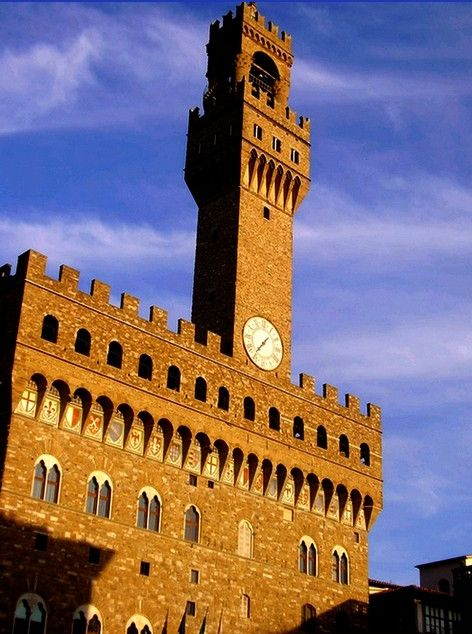
Palazzo Vecchio à Florence.
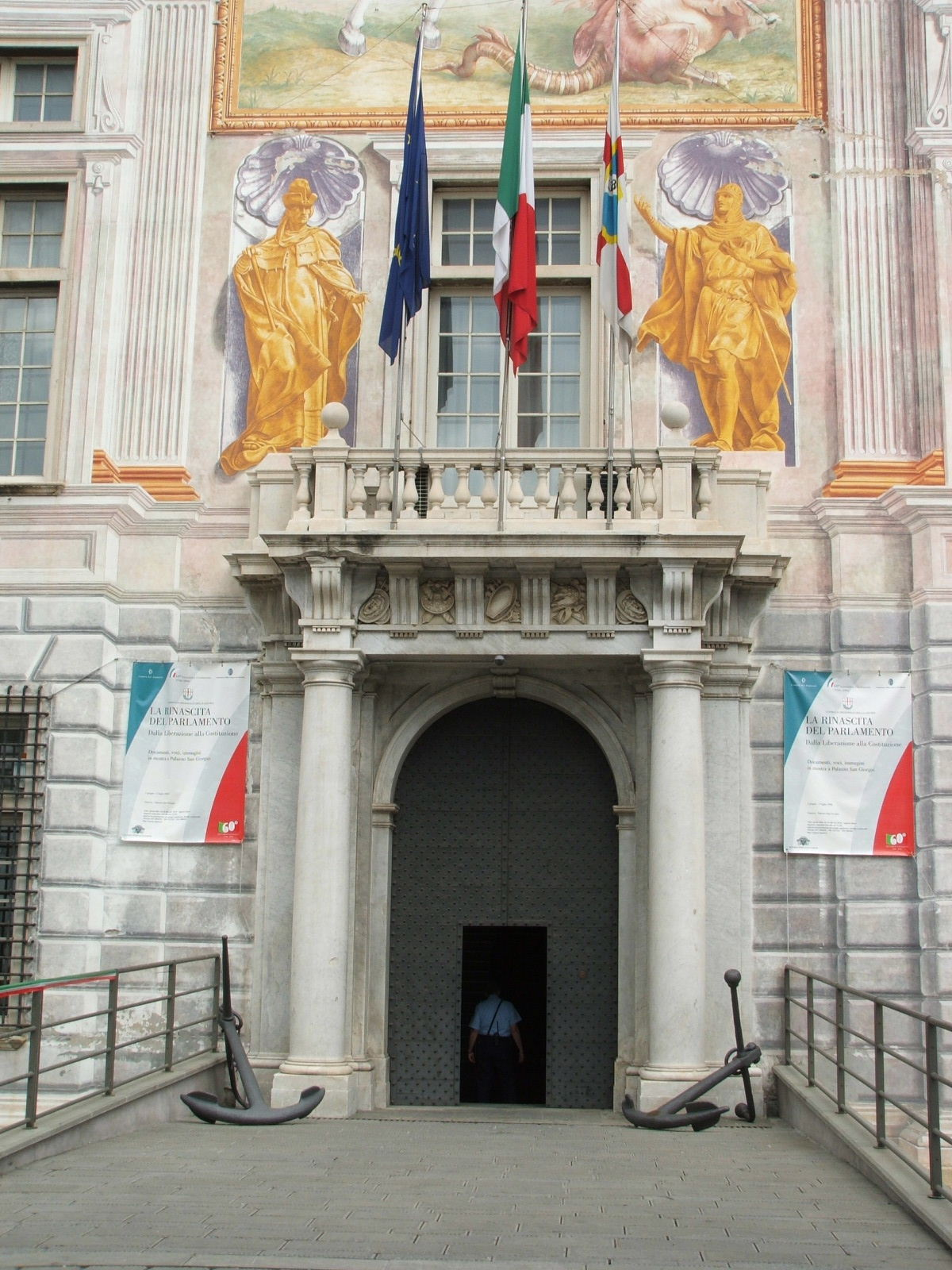
Portail du palazzo San Giorgio à Gênes.
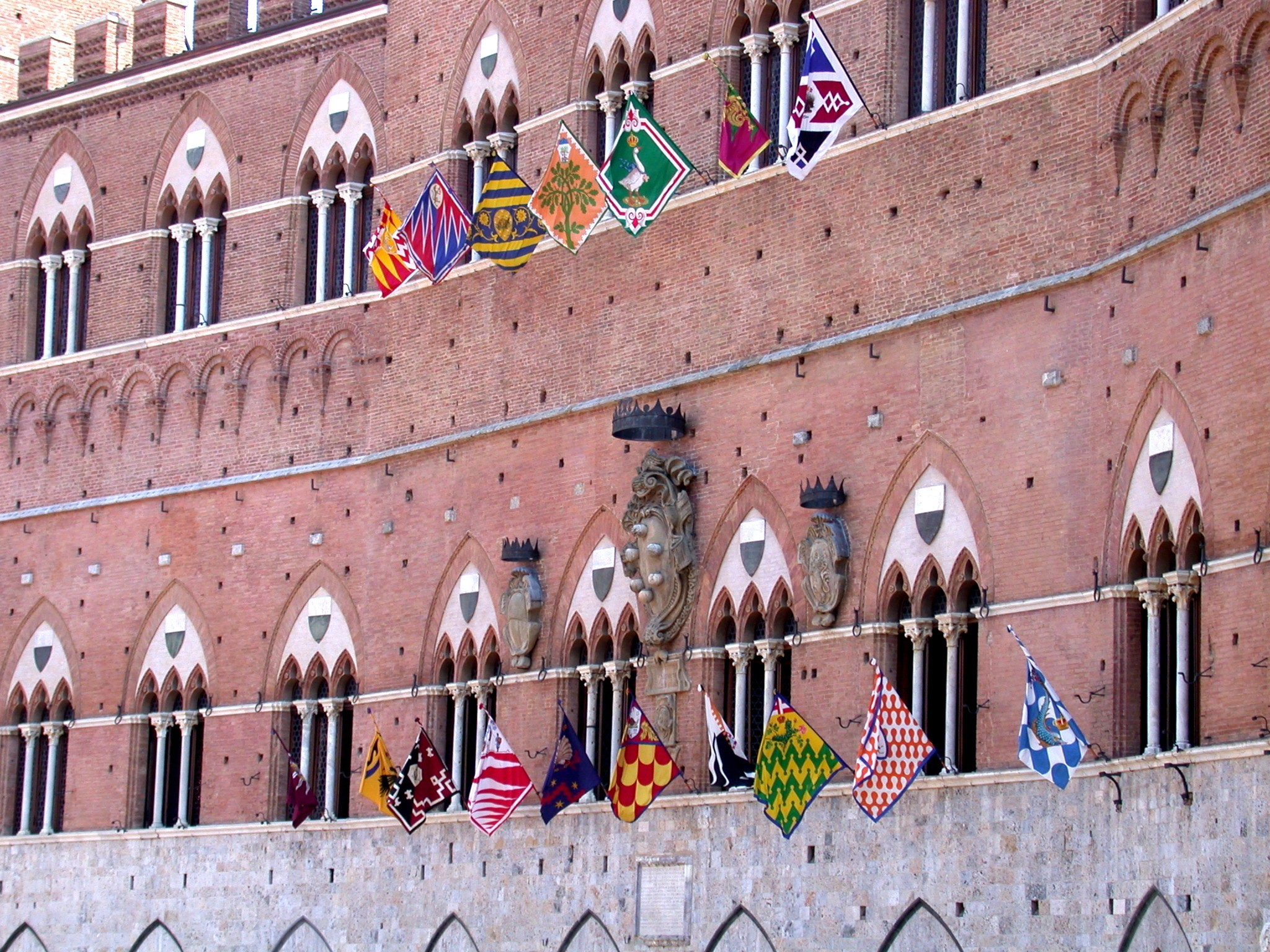
Façade du palazzo Pubblico de Sienne.
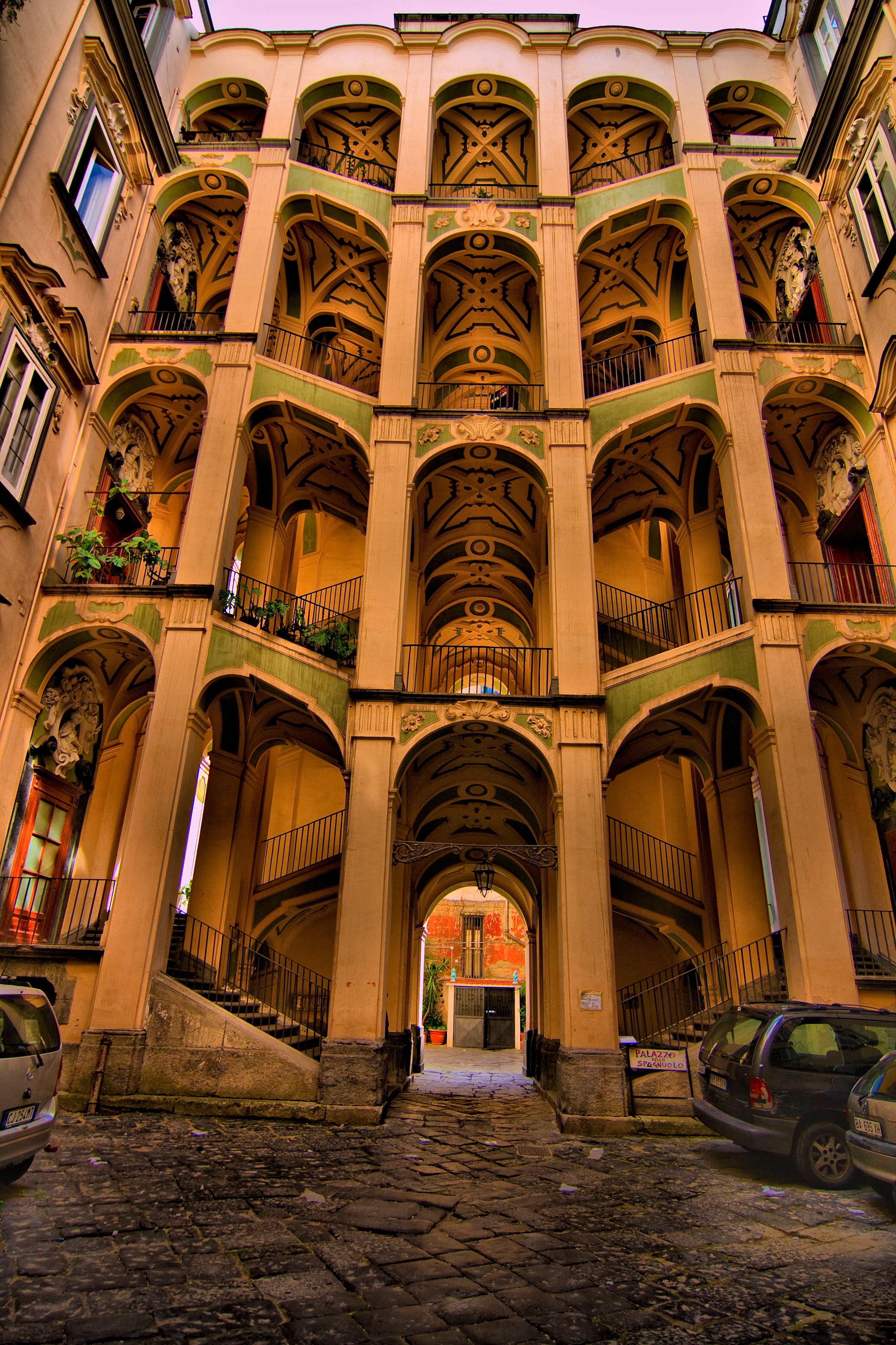
Intérieur du palazzo dello Spagnolo à Naples.
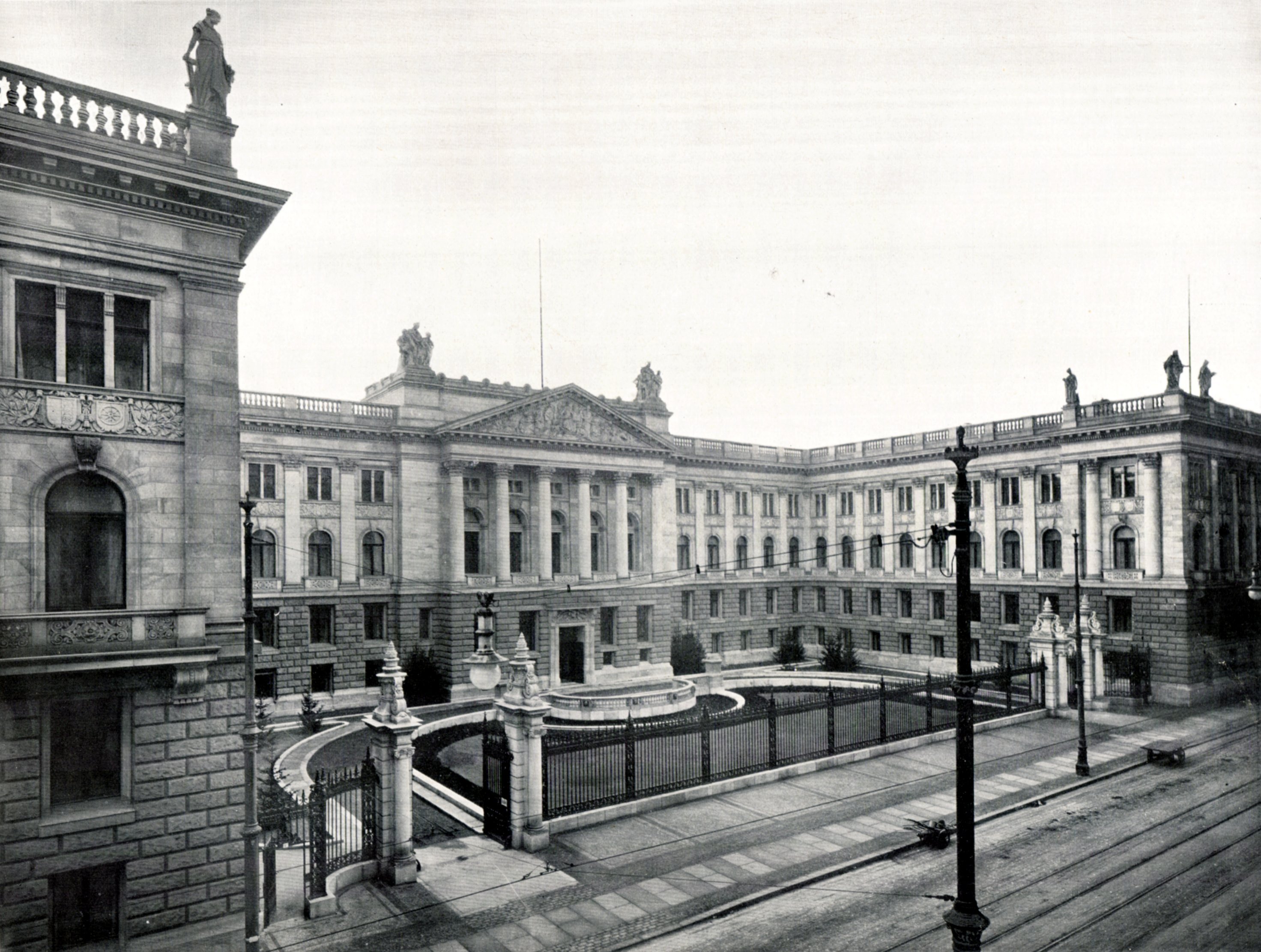
Vers 1904, le siège de la chambre des seigneurs de Prusse à Berlin.

## Anatomie
Un palais forme la paroi supérieure de la cavité buccale.